# الحقبة السحيقة الوسطى
الحقبة السحيقة الوسطى (باللاتينية: Mesoarchean)، (بالإغريقية: mesos = μεσο = «وسط، بين» - arkhaios = Αρχή = «البداية، المنشأ»)  وهي الحقبة الثالثة من الدهر السحيق، ثاني دهور الزمن الجيولوجي. امتدت من 3200 إلى 2800 مليون سنة مضت، لمدة 400 مليون سنة تقريبا. تم تعريف هذه الحقبة زمنياً ولا يُشار إليها بمستوى معين لطبقة صخرية على الأرض. تبين الأحافير التي وجدت في أستراليا أن الستروماتوليت كانت تحتوي على كائنات حية منذ الحقبة السحيقة الوسطى. حدث تجلد بونغولا منذ حوالي 2,900 مليون سنة. خلال هذه الحقبة تفككت القارة العظمى الأولى فالبارا منذ حوالي 2,800 مليون سنة.
يرجع تاريخ أقدم شعاب مرجانية إلى هذه الحقبة، وقد تكون تشكلت قبل الستروماتوليت. ويحتمل أن تكون درجة حرارة السطح خلال هذه الحقبة ليست بأعلى من درجة حرارة العصر الحديث. وتركيز ثاني أكسيد الكربون في الغلاف الجوي أعلى بضع مرات من تركيزه في فترة ما قبل الثورة الصناعية، وكان لمعان الشمس 70% فقط من قيمته الحالية، مما يقلل من تأثير ظاهرة الاحتباس الحراري التي قد تكون موجودة.